# أنطونيو روديغر
أنطونيو روديغر (بالألمانية: Antonio Rüdiger) (من مواليد 3 مارس 1993) لاعب كرة قدم ألماني يلعب في مركز قلب الدفاع مع ريال مدريد والمنتخب الألماني.
بدأ روديغر مسيرته المهنية في نادي شتوتغارت الألماني حيثُ بدأ مع الفريق الرديف في الدوري الألماني الدرجة الثالثة بالتناوب مع الفريق الأول في الدوري الألماني. في عام 2015، انضم إلى نادي روما على سبيل الإعارة في البداية وبعد ذلك بعام تم شراءه بشكل دائم مقابل 9 مليون يورو. وقع مع تشيلسي في عام 2017 مقابل 27 مليون جنيه إسترليني، وفاز بكأس الاتحاد الإنجليزي في موسمه الأول، تلاه الدوري الأوروبي في موسمه الثاني ودوري أبطال أوروبا عام 2021.
شارك لأول مرة دوليًا مع منتخب ألمانيا في مايو 2014. وغاب عن بطولة أمم أوروبا 2016 بسبب إصابة تعرض لها في موسمه السابق، ثم عاد مرة أخرى لقائمة المنتخب وفاز بكأس القارات 2017. وأُختير مرة أخرى للقائمة النهائية المشاركة في كأس العالم 2018، وشارك لاحقًا في بطولة أمم أوروبا 2020.

## مسيرته مع الأندية

### شتوتغارت
في 23 يوليو 2011، شارك روديغر لأول مرة مع نادي شتوتغارت للرديف في الدوري الألماني الدرجة الثالثة ضد أرمينيا بيليفيلد.
في 29 يناير 2012، شارك روديغر لأول مرة في الدوري الألماني مع نادي شتوتغارت الأول في مباراة رسمية على أرضه ضد بوروسيا مونشنغلادباخ، وتم استبداله برفائيل هولزهاوزر في الدقيقة 79 وانتهت المباراة بالهزيمة 3-0.
في 19 أبريل 2013، مدد روديغر عقده مع شتوتغارت حتى يونيو 2017. في 4 مايو، حصل على بطاقة حمراء في الدقيقة 74 وخسر 2-0 على أرضه ضد غرويتر فورت. في 1 يونيو، لعب روديغر في نهائي كأس ألمانيا في مباراة خسرها بنتيجة 3-2 أمام بايرن ميونخ. أنهى موسمه الثاني مع الفريق الأول بـ24 مباراة بالإضافة إلى 4 مباريات وهدفين مع الفريق الرديف.
في 20 أكتوبر 2013، طُرد روديغر ببطاقة حمراء في الدقيقة 84 وانتهت المباراة بالتعادل 3-3 خارج أرضه ضد نادي هامبورغ. أنهى روديغر موسم 2013–14 بـ35 مباراة وسجل هدفين. أنهى روديغر الموسم التالي بـ 20 مباراة فقط وتمريرة واحدة حاسمة بسبب الإصابات.

### روما
في 19 أغسطس 2015، وقع نادي روما الإيطالي مع روديغر على سبيل الإعارة من شتوتغارت مقابل 4 مليون يورو، مع وجود بند اختياري للتعاقد معه بشكل دائم بمبلغ 9 مليون يورو بعد نهاية الإعارة.
في 12 سبتمبر، ظهر لأول مرة ضد نادي فروسينوني وفاز 2-0 خارج أرضه. في 9 يناير 2016 سجل هدفه الأول لروما في الدقيقة الرابعة ضد إيه سي ميلان في المباراة التي انتهت بالتعادل 1-1. أنهى إعارته التي استمرت موسمًا لروما بـ37 مباراة وسجل هدفين. في 30 مايو، وقع روما رسميًا مع روديغر مقابل 9 مليون يورو + 0.5 مليون يورو كحوافز على عقد مدته أربع سنوات.
في 23 فبراير 2017، شارك كبديل ليحل محل كوستاس مانولاس في الدقيقة 46 على أرضه أمام نادي فياريال في دور الـ32 من الدوري الأوروبي، طُرد ببطاقتي صفراء في الدقيقة 81، وانتهت المباراة بخسارة روما 1–0. في 30 أبريل طُرد ببطاقة حمراء في الدقيقة 93 في ديربي روما ضد لاتسيو، وانتهت المباراة بالخسارة 3–1. أنهى روديغر موسمه الثاني مع روما بـ 35 مباراة و 4 تمريرات حاسمة.

### تشيلسي

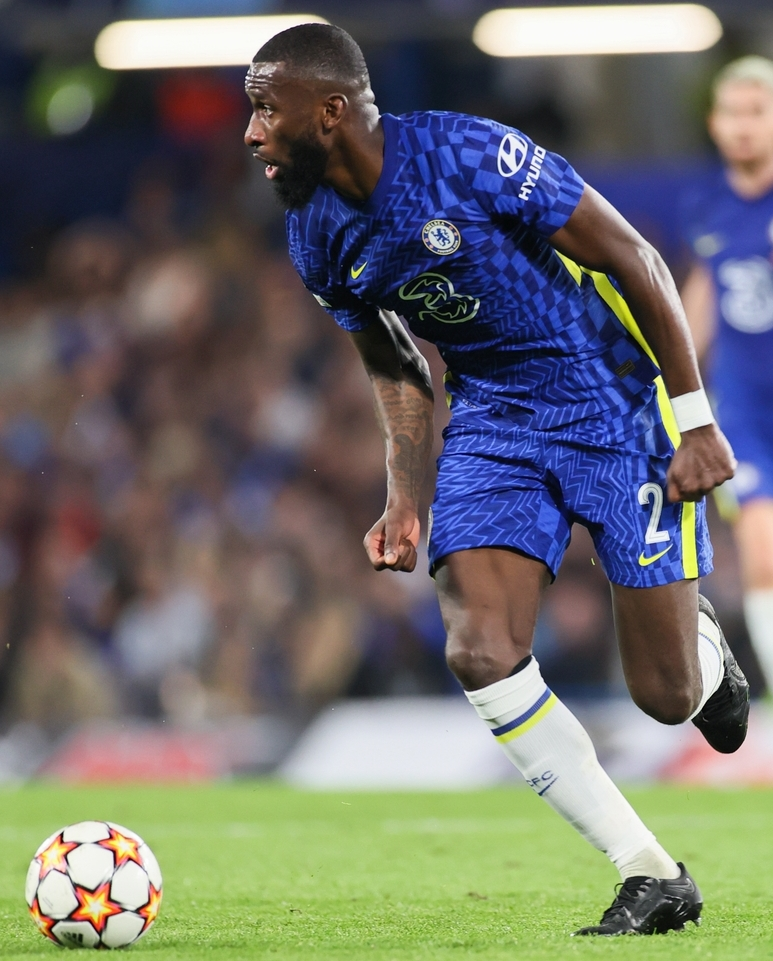
روديجر مع تشيلسي عام 2021.

في 9 يوليو 2017، انضم روديغر إلى تشيلسي قادمًا روما مقابل 29 مليون جنية إسترليني لمدة خمس سنوات. حصل على القميص رقم 2.
ظهر لأول مرة في 6 أغسطس كبديل ليحل محل ماركوس ألونسو في الدقيقة 79 وخسر الفريق 4-1 بركلات الترجيح أمام أرسنال في درع الاتحاد الإنجليزي لكرة القدم 2017. ظهر لأول مرة في الدوري الإنجليزي الممتاز ضد نادي بيرنلي وانتهت المباراة بهزيمة الفريق 3–2 في ستامفورد بريدج. سجل هدفه الأول مع تشيلسي في دور الـ16 لكأس رابطة الأندية الإنجليزية المحترفة بفوزه 2-1 على إيفرتون، وسجل هدفه الأول والوحيد في الدوري ضد سوانزي سيتي في ستامفورد بريدج، وانتهت المباراة بفوز تشيلسي في 29 نوفمبر 2017.
في 20 أكتوبر 2018، سجل روديغر هدفه الأول في الموسم الجديد، وافتتح التسجيل ضد مانشستر يونايتد التي انتهت بالتعادل 2-2 على أرضه.
في 22 ديسمبر 2019، قدم روديغر شكوى بشأن الإساءة العنصرية الموجهة ضده خلال مباراة الذهاب ضد توتنهام هوتسبير وحظيت هذه الشكوى بتغطية إعلامية واسعة. ووجهت الحكومة البريطانية دعوة لاتخاذ إجراءات بشأن العنصرية في كرة القدم. رغم ذلك، لا يوجد أي دليل ملموس على الإساءات العنصرية ضد روديغر بعد تحقيق الشرطة.
في ظهوره رقم 100 مع النادي سجل هدفي تشيلسي كلاهما برأسه في المباراة التي انتهت بالتعادل 2-2 ضد ليستر سيتي في ملعب كينج باور في 1 فبراير 2020.
في 29 مايو 2021، فاز روديغر بأول دوري أبطال أوروبا له بعد فوز تشيلسي على مانشستر سيتي 1-0 في المباراة النهائية على ملعب التنين.
في 24 أبريل 2022، أكد المدير الفني توماس توخيل أن روديغر سيغادر النادي في نهاية موسم 2021–22.
في 20 مايو 2022، أعلن روديغر رسميًا أنهُ سيغادر تشيلسي بعد 5 سنوات قضاها مع الفريق.

### ريال مدريد
في 2 يونيو 2022، أعلن ريال مدريد عن تعاقده مع روديغر لمدة أربع سنوات بدءًا من موسم 2022–23.

## المسيرة الدولية
في 13 مايو 2014، شارك لأول مرة مع المنتخب الألماني الأول في المباراة التي انتهت بالتعادل 0-0 ضد بولندا. تم الإعلان عن قائمة تضم 23 لاعب للمشاركة في بطولة أمم أوروبا 2016 ومن بينهم روديغر، لكن بعد ذلك تم استبعاد روديغر من البطولة بعد أن أصيب بتمزق في الرباط الصليبي الأمامي في ركبته اليمنى خلال جلسة تدريبية في 7 يونيو.
كان روديجر جزءًا من المنتخب الألماني الذي فاز بكأس القارات 2017 في روسيا. لعب أربع مباريات في البطولة بما في ذلك الفوز 1-0 على تشيلي في النهائي. في 8 أكتوبر 2017، أحرز هدفه الدولي الأول في الفوز 5-1 على أذربيجان في تصفيات كأس العالم.
في 4 يونيو 2018، اُستدعي روديغر في القائمة النهائية المكونة من 23 لاعباً لألمانيا لكأس العالم 2018. في 23 يونيو، تم اختياره لمباراة دور المجموعات الثانية ضد السويد بعد ما تعرض قلب الدفاع الأول ماتس هوملز لإصابة وانتهت المباراة بفوز ألمانيا 2-1. وبعد أربعة أيام، لم يلعب آخر مباراة في دور المجموعات وخسر فريقه أمام كوريا الجنوبية بعد الهزيمة 2-0. في 19 مايو 2021، تم استدعاء روديغر إلى قائمة بطولة أمم أوروبا 2020. لعب جميع الدقائق الممكنة في البطولة ثم تم إقصائهم على يد إنجلترا في دور الـ16.

## أسلوب اللعب
عادةً ما يكون مركزه قلب الدفاع، لكنهُ يعتبر مدافع متعدد الاستخدام، هو قادر على اللعب كظهير في أي من الجناحين. في عام 2015، وصفته إي إس بي إن بأنه «... مدافع طويل وسريع... ولاعب جيد بالقدم»، ووصفته أيضًا بأنه «خيار مثير للاهتمام» و«... لديه كل ما يلزم من السمات الجسدية ليصبح قلب الدفاع من المستوى العالي». كما يصفه ملفه الشخصي في موقع نادي تشيلسي بأنه «قاطع كرات صعب» ولديه «حضور قوي في الرأسيات». بالإضافة إلى سماته الجسدية القوية وأسلوب لعبه العدواني فهو معروف أيضًا بصفاته القيادية وقدرته على التمرير.

## الحياة الشخصية
روديغر يعتنق الإسلام. ولد في برلين لأب ألماني اسمه ماتياس، وأم سيراليونية اسمها ليلي. نشأ في حي برلين نيوكولن وهو الأخ غير الشقيق للاعب سحر سينيسي. كثيرًا ما تحدث روديغر عن العنصرية في كرة القدم، وعلى الأخص بعد مباراة ضد توتنهام هوتسبير في 24 فبراير 2020. في عام 2021، كتب مقالا لصحيفة "بلايرز تريبيون [الإنجليزية]"، بعنوان «هذه المقالة لن تحل العنصرية في كرة القدم»، وناقش تجاربه مع العنصرية طوال حياته ومسيرته المهنية، والطرق المحتملة لمحاربتها.

## الإحصائيات

### النادي
آخر تحديث: 22 مايو 2022
| النادي          | الموسم               | الدوري                         | الدوري    | الدوري  | الكأس المحلي | الكأس المحلي | كأس الدوري | كأس الدوري | أوروبا    | أوروبا  | أخرى      | أخرى    | المجموع   | المجموع |
| النادي          | الموسم               | الدرجة                         | المباريات | الأهداف | المباريات    | الأهداف      | المباريات  | الأهداف    | المباريات | الأهداف | المباريات | الأهداف | المباريات | الأهداف |
| --------------- | -------------------- | ------------------------------ | --------- | ------- | ------------ | ------------ | ---------- | ---------- | --------- | ------- | --------- | ------- | --------- | ------- |
| شتوتغارت للرديف | 2011–12              | الدوري الألماني الدرجة الثالثة | 17        | 1       | —            | —            | —          | —          | —         | —       | —         | —       | 17        | 1       |
| شتوتغارت للرديف | 2012–13              | الدوري الألماني الدرجة الثالثة | 4         | 2       | —            | —            | —          | —          | —         | —       | —         | —       | 4         | 2       |
| شتوتغارت للرديف | 2014–15              | الدوري الألماني الدرجة الثالثة | 1         | 0       | —            | —            | —          | —          | —         | —       | —         | —       | 1         | 0       |
| شتوتغارت للرديف | المجموع              | المجموع                        | 22        | 3       | —            | —            | —          | —          | —         | —       | —         | —       | 22        | 3       |
| شتوتغارت        | 2011–12              | الدوري الألماني                | 1         | 0       | 0            | 0            | —          | —          | —         | —       | —         | —       | 1         | 0       |
| شتوتغارت        | 2012–13 [الإنجليزية] | الدوري الألماني                | 16        | 0       | 4            | 0            | —          | —          | 4         | 0       | —         | —       | 24        | 0       |
| شتوتغارت        | 2013–14 [الإنجليزية] | الدوري الألماني                | 30        | 2       | 1            | 0            | —          | —          | 4         | 0       | —         | —       | 35        | 2       |
| شتوتغارت        | 2014–15 [الإنجليزية] | الدوري الألماني                | 19        | 0       | 1            | 0            | —          | —          | —         | —       | —         | —       | 20        | 0       |
| شتوتغارت        | المجموع              | المجموع                        | 66        | 2       | 6            | 0            | —          | —          | 8         | 0       | —         | —       | 80        | 2       |
| روما (إعارة)    | 2015–16              | الدوري الإيطالي                | 30        | 2       | 1            | 0            | —          | —          | 6         | 0       | —         | —       | 37        | 2       |
| روما            | 2016–17              | الدوري الإيطالي                | 26        | 0       | 4            | 0            | —          | —          | 5         | 0       | —         | —       | 35        | 0       |
| روما            | المجموع              | المجموع                        | 56        | 2       | 5            | 0            | —          | —          | 11        | 0       | —         | —       | 72        | 2       |
| تشيلسي          | 2017–18              | الدوري الإنجليزي الممتاز       | 27        | 2       | 6            | 0            | 5          | 1          | 6         | 0       | 1         | 0       | 45        | 3       |
| تشيلسي          | 2018–19              | الدوري الإنجليزي الممتاز       | 33        | 1       | 2            | 0            | 4          | 0          | 4         | 0       | 1         | 0       | 44        | 1       |
| تشيلسي          | 2019–20              | الدوري الإنجليزي الممتاز       | 20        | 2       | 4            | 0            | 0          | 0          | 2         | 0       | 0         | 0       | 26        | 2       |
| تشيلسي          | 2020–21              | الدوري الإنجليزي الممتاز       | 19        | 1       | 4            | 0            | 0          | 0          | 11        | 0       | —         | —       | 34        | 1       |
| تشيلسي          | 2021–22              | الدوري الإنجليزي الممتاز       | 34        | 3       | 5            | 0            | 3          | 1          | 9         | 1       | 3         | 0       | 54        | 5       |
| تشيلسي          | المجموع              | المجموع                        | 133       | 9       | 21           | 0            | 12         | 2          | 32        | 1       | 5         | 0       | 203       | 12      |
| مجموع المسيرة   | مجموع المسيرة        | مجموع المسيرة                  | 277       | 16      | 32           | 0            | 12         | 2          | 51        | 1       | 5         | 0       | 377       | 19      |

1. 1 2 3 4  المشاركات في الدوري الأوروبي
2. 1 2 3 4 5  المشاركات في دوري أبطال أوروبا
3. 1 2  المباراة في درع الاتحاد الإنجليزي
4. ↑  مشاركة واحدة في كأس السوبر الأوروبي، ومشاركتين في كأس العالم للأندية

### المنتخب
آخر تحديث: 29 مارس 2022.
| المنتخب | السنة   | المباريات | الأهداف |
| ------- | ------- | --------- | ------- |
| ألمانيا | 2014    | 5         | 0       |
| ألمانيا | 2015    | 2         | 0       |
| ألمانيا | 2016    | 4         | 0       |
| ألمانيا | 2017    | 11        | 1       |
| ألمانيا | 2018    | 7         | 0       |
| ألمانيا | 2019    | 1         | 0       |
| ألمانيا | 2020    | 7         | 0       |
| ألمانيا | 2021    | 12        | 1       |
| ألمانيا | 2022    | 1         | 0       |
| المجموع | المجموع | 50        | 2       |

| # | التاريخ       | الملعب                                 | الظهور | الخصم    | الهدف | النتيجة | المسابقة               |
| - | ------------- | -------------------------------------- | ------ | -------- | ----- | ------- | ---------------------- |
| 1 | 8 أكتوبر 2017 | ملعب فريتز والتر، كايزرسلوترن، ألمانيا | 20     | أذربيجان | 3–1   | 5–1     | تصفيات كأس العالم 2018 |
| 2 | 8 سبتمبر 2021 | لاوغاردالسفولور، ريكيافيك، إيسلندا     | 47     | آيسلندا  | 2–0   | 4–0     | تصفيات كأس العالم 2022 |

## الإنجازات
تشيلسي
- كأس الاتحاد الإنجليزي: 2017–18؛[53] وصيف: 2019–20،[54] 2020–21،[55] 2021–22[56]
- دوري أبطال أوروبا: 2020–21[57]
- الدوري الأوروبي: 2018–19[58]
- كأس السوبر الأوروبي: 2021[59]
- كأس العالم للأندية: 2021[60]
- كأس رابطة الأندية الإنجليزية المحترفة وصيف: 2018–19،[61] 2021–22[62]

ريال مدريد
- الدوري الإسباني: 2023–24[63]
- كأس السوبر الإسباني: 2023–24[64]
- كأس ملك إسبانيا: 2022–23[65]
- دوري أبطال أوروبا: 2023–24[66]
- كأس السوبر الأوروبي: 2022،[67] 2024[68]
- كأس العالم للأندية: 2022[69]

ألمانيا
- كأس القارات: 2017[70]

الفردية
- ميدالية فريتز والتر [الإنجليزية]: 2012.[71]
- تشكيلة الموسم في دوري أبطال أوروبا: 2020–21،[72] 2021–22[73]

## روابط خارجية
- أنطونيو روديغر على موقع الاتحاد الدولي (مؤرشف)  (الإنجليزية)
- أنطونيو روديغر على موقع الاتحاد الأوربي (الإنجليزية)
- أنطونيو روديغر على موقع إي إس بي إن إف سي (الإنجليزية)
- أنطونيو روديغر على موقع قاعدة بيانات كرة القدم.إي يو (الإنجليزية)
- أنطونيو روديغر على موقع بيانات كرة القدم. دي إي (الألمانية)
- أنطونيو روديغر على موقع ليكيب (الفرنسية)
- أنطونيو روديغر على موقع ناشيونال فوتبول تيمز (الإنجليزية)
- أنطونيو روديغر على موقع Soccerbase.com (لاعب) (الإنجليزية)
- أنطونيو روديغر على موقع Soccerway.com (الإنجليزية)
- أنطونيو روديغر على موقع عالم كرة القدم.نت (الإنجليزية)